# Eriocaulon montanum
Eriocaulon montanum är en gräsväxtart som beskrevs av Pieter van Royen. Eriocaulon montanum ingår i släktet Eriocaulon och familjen Eriocaulaceae.
Artens utbredningsområde är Papua Nya Guinea. Inga underarter finns listade i Catalogue of Life.